# Westovian
Westovian is een Brits historisch merk van motorfietsen.
De bedrijfsnaam was: R.V. Heath & Son, South Shields.
Ondanks de moeilijke tijden maakte dit Britse merk van 1914 tot 1916 veel modellen met Villiers-, TD Cross-, Precision- en JAP-motoren van 197- tot 498 cc.
In 1914 leverde men 2½- en 4½pk-modellen met Precision-motoren en riemaandrijving, maar ze hadden al wel een naafversnelling. In 1915 volgde een model met een TD Cross-motor en in 1916, het laatste jaar van de productie, werden de JAP-motoren in gebruik genomen. In 1916 werd wegens materiaalschaarste door de Eerste Wereldoorlog de productie van civiele motorfietsen in het VK verboden. Na de oorlog keerde het merk Westovian niet terug.